# East Parish Church

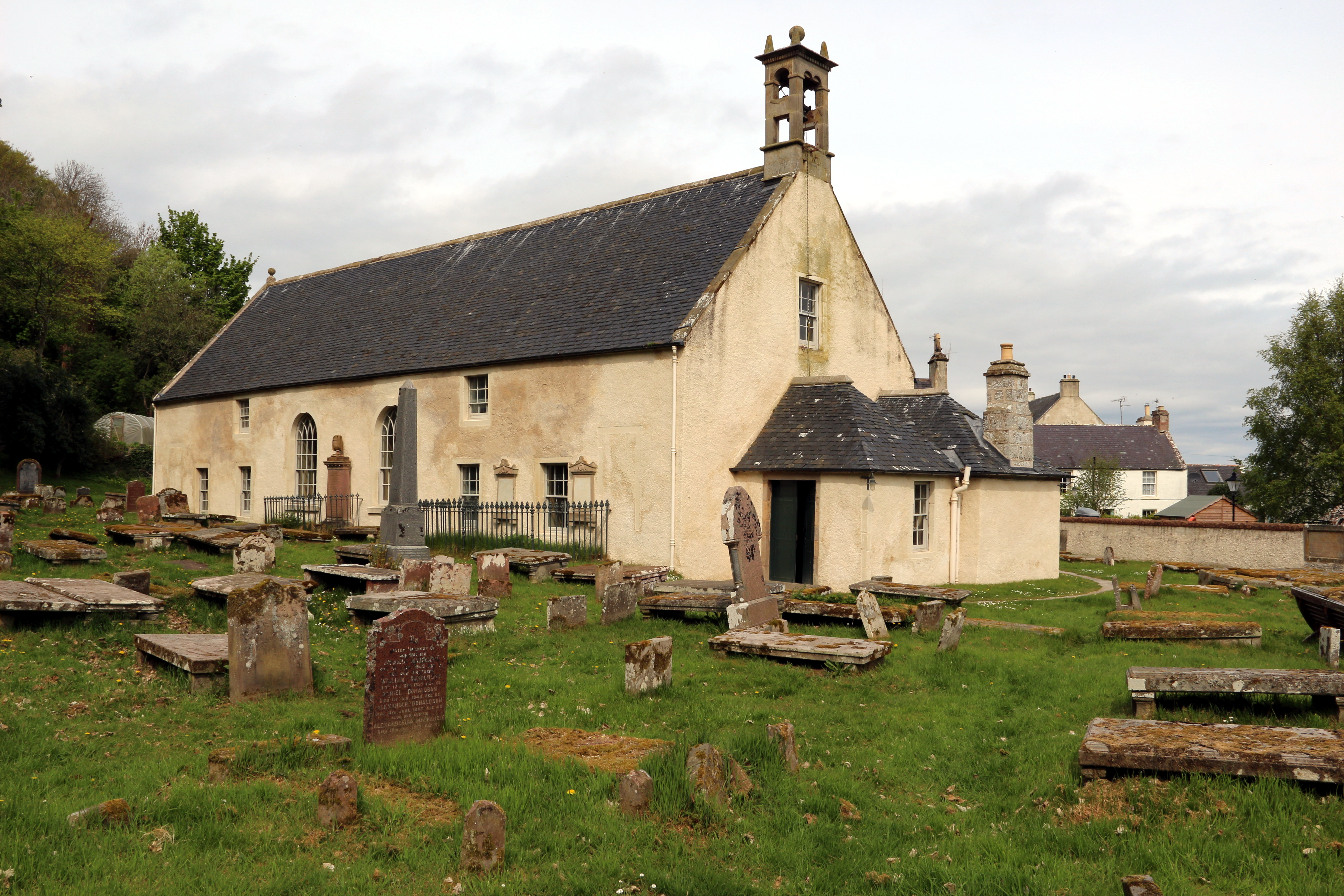
East Parish Church

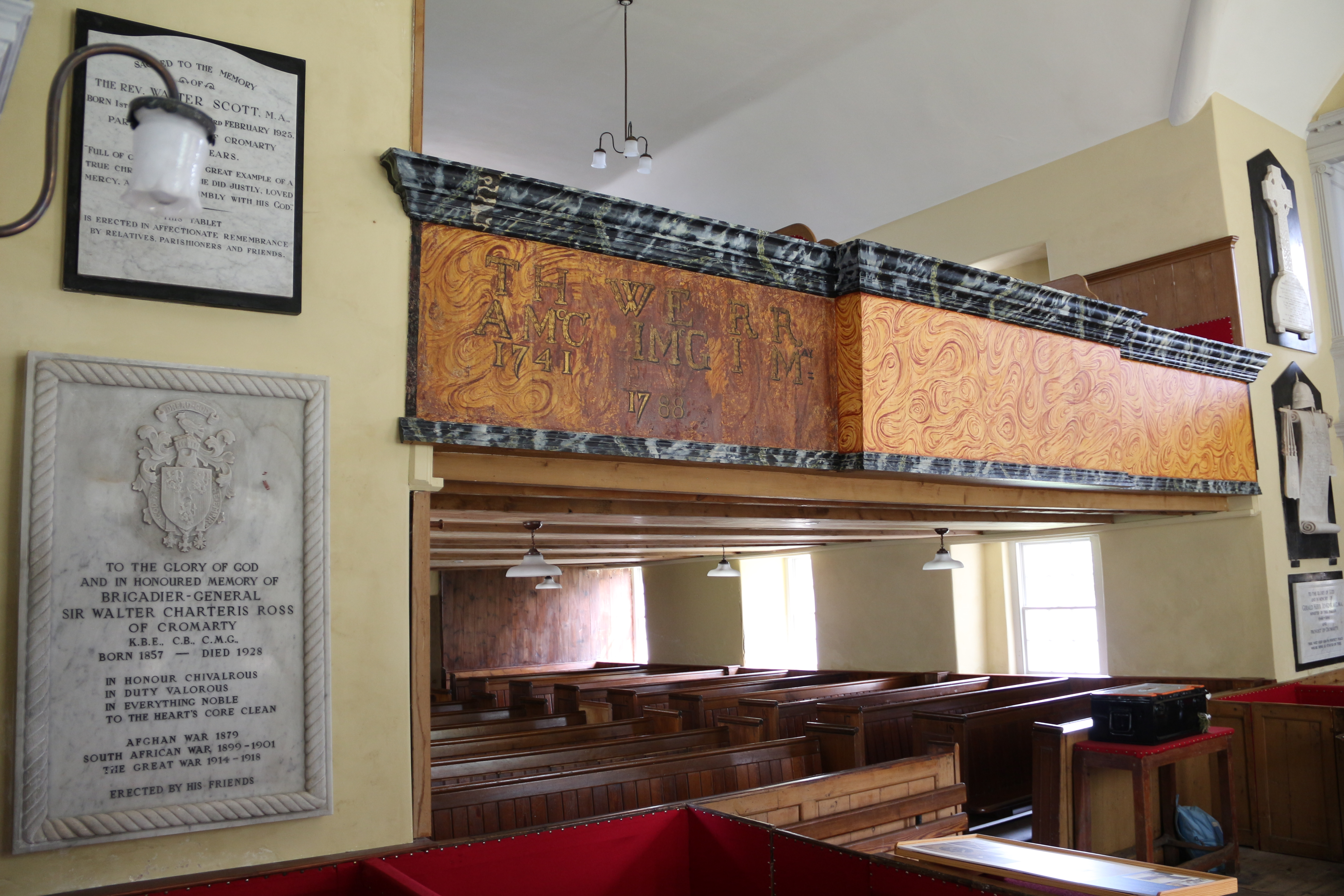
Innenraum

Die East Parish Church ist ein Kirchengebäude der presbyterianischen Church of Scotland in der schottischen Ortschaft Cromarty in der Council Area Highland. 1971 wurde das Bauwerk in die schottischen Denkmallisten in der höchsten Denkmalkategorie A aufgenommen. Der umgebende Friedhof ist außerdem separat als Kategorie-B-Bauwerk klassifiziert.

## Geschichte
Die East Parish Church zählt zu den frühen post-reformatorischen Kirchengebäude in Schottland. Eine Platte im Mauerwerk weist die Jahresangabe 1593 aus. Das Querschiff wurde um 1740 ergänzt, woraus der heutige T-förmige Grundriss resultiert. Zwei Rundbogenfenster aus dem frühen 17. Jahrhundert flankieren die Kanzel. Die Galerie stammt aus dem mittleren 18. Jahrhundert; das Geläut aus dem Jahre 1799. Die Kanzel wurde 1915 erneuert. Die nahegelegene Villa The Gardener’s House entstand um das Jahr 1700. Sie diente einst als Pfarrhaus der East Parish Church.

## Beschreibung
Das Kirchengebäude befindet sich am Südende der Church Street am Südrand Cromartys. Die schlichte, längliche Saalkirche weist einen T-förmigen Grundriss auf. Ihre Fassaden sind mit Harl verputzt. Mittig in die lange Südfassade sind Rundbogenfenster mit jüngerer neogotischer Ornamentierung eingelassen, während sämtliche übrigen Fenster länglich ausgeführt sind. Der östliche Bauteil ist klassizistisch mit ionischen Säulen ausgeführt, die einen weiten Segmentbogen tragen. Das abschließende Satteldach ist schiefergedeckt. Auf seinem Ostgiebel sitzt firstständig ein Dachreiter mit kleinen Pinakeln und offenem Geläut.
Der Innenraum ist schlicht gestaltet. Zu sämtlichen Holzarbeiten wurde Kiefernholz eingesetzt.

## Friedhof
Eine Bruchsteinmauer umfriedet den umgebenden Friedhof. Straßenseitig ist sie mit Harl verputzt. Die Grabstätten stammen aus dem 17. bis 19. Jahrhundert.